# Ghosts I-IV
Ghosts I–IV (auch Halo 26) ist eine Sammlung von Instrumentalstücken von Nine Inch Nails. Sie wurde im März 2008 veröffentlicht.

## Trackliste
| 1. 1 Ghosts I – 2:49 2. 2 Ghosts I – 3:16 3. 3 Ghosts I – 3:51 4. 4 Ghosts I – 2:13 5. 5 Ghosts I – 2:52 6. 6 Ghosts I – 4:19 7. 7 Ghosts I – 2:01 8. 8 Ghosts I – 2:56 9. 9 Ghosts I – 2:47 Total27:04 | 1. 10 Ghosts II – 2:42 2. 11 Ghosts II – 2:17 3. 12 Ghosts II – 2:17 4. 13 Ghosts II – 3:14 5. 14 Ghosts II – 3:06 6. 15 Ghosts II – 1:53 7. 16 Ghosts II – 2:30 8. 17 Ghosts II – 2:13 9. 18 Ghosts II – 5:23 Total25:35 | 1. 19 Ghosts III – 2:12 2. 20 Ghosts III – 3:39 3. 21 Ghosts III – 2:54 4. 22 Ghosts III – 2:31 5. 23 Ghosts III – 2:44 6. 24 Ghosts III – 2:39 7. 25 Ghosts III – 1:59 8. 26 Ghosts III – 2:26 9. 27 Ghosts III – 2:52 Total23:56 | 1. 28 Ghosts IV – 5:22 2. 29 Ghosts IV – 2:55 3. 30 Ghosts IV – 2:59 4. 31 Ghosts IV – 2:26 5. 32 Ghosts IV – 4:26 6. 33 Ghosts IV – 4:02 7. 34 Ghosts IV – 5:52 8. 35 Ghosts IV – 3:30 9. 36 Ghosts IV – 2:19 Total33:51 |

## Stil
Das Ghosts-Projekt unterscheidet sich stilistisch erheblich von anderen Nine-Inch-Nails-Veröffentlichungen. Vor allem die Abwesenheit von Gesang und die nur spärlich eingesetzten Gitarrensounds sind einzigartig in der Diskografie der Nine Inch Nails. Die Stücke sind sehr synthetisch gehalten und viele Stücke eher ruhig und ambientlastig, wobei es aber auch einige eher aufgekratzte Stücke gibt.

## Urheberrecht
Urheber Trent Reznor hat das Album unter die Creative-Commons-Lizenz CC-BY-NC-SA gestellt.
|  | Namensnennung, nicht kommerziell, Weitergabe unter gleichen Bedingungen | Version 3.0 |

## Veröffentlichungsformen
Die ersten 9 Titel (also Ghosts I) lassen sich legal, kostenlos und DRM-frei herunterladen. Für den kompletten Download sind 5 $ zu entrichten, daneben gibt es das Album auch als Doppel-CD, Vierfach-LP sowie in zwei verschiedenen Sonderausgaben. Die teurere der beiden Sonderausgaben, Ultra-Deluxe Limited Edition genannt, die auf 2500 handnummerierte Ausgaben begrenzt war und 300 $ kostete, war bereits nach zwei Tagen ausverkauft.

## Rezensionen
Die Kritikerbewertungen fielen unterschiedlich aus. Bei Allmusic und Pitchfork Media gab es mit zweieinhalb von fünf beziehungsweise fünf von zehn Punkten durchschnittliche Bewertungen. laut.de gibt hingegen mit vier von fünf Punkten schon eine bessere Bewertung ab und konstatiert:

„Und so großartig verstörend "Ghosts I–IV" mitunter klingt, so sehr ist dem Industrial-Mastermind mal wieder eine Überraschung gelungen.“

Bei Metacritic, einem Durchschnitt aus zwölf verschiedenen Rezensionen, erhält das Album 69 %.

## Auszeichnungen
Ghosts war in den Kategorien Best Rock Instrumental Performance und Best Box Set or Limited Edition Package für die Grammy Awards 2009 nominiert. Es war die erste Grammy-Nominierung für unter CC-Lizenz gestellte Musik überhaupt.